# Bláhnjúkur

De Bláhnjúkur (IJslands: Blauwe piek) is een dode vulkaan in het zuiden van IJsland die 940 meter hoog is. De naam Bláhnjúkur komt van de blauw-zwarte kleur van de bergflanken die afkomstig is van vulkanische as en gestold lava. De berg is gelegen in het Landmannalaugar gebied in de buurt van de Hekla en ligt vlak bij de Brennisteinsalda, een andere dode vulkaantop. Een wandelpad leidt naar de top vanwaar je bij goed weer vijf gletsjers kunt zien liggen.